# Epizoanthidae
Epizoanthidae is een familie van neteldieren uit de klasse van de Anthozoa (bloemdieren). 

## Geslachten
- Epizoanthus Gray, 1867
- Paleozoanthus Carlgren, 1924
- Thoracactis Gravier, 1918